# Metona (luna)
Metona (grško Μεθωνη: Metone) je zelo majhen Saturnov naravni satelit (luna), ki ima svojo tirnico med tirnicama lun Mimas in Enkelad. 

## Odkritje
O novi luni so prvi poročali Carolyn C. Porco, Sébastien Charnoz in skupina Cassini Imaging Science Team iz projekta Cassini-Huygens
Najprej je dobila začasno oznako S/2004 S 1. Uradno ime je dobila leta 2005 po Metoni iz grške mitologije . Metona je bila ena izmed  Alkionid,  sedmih lepih hčera velikana Alkiona. Znana je tudi kot Saturn XXII.

## Lastnosti
Luna Metona ima premer okoli 3 km. Njena gostota je verjetno podobna kot je gostota lune Mimas.